# Barthélemy Karinijabo
 (avril 2023).
Barthélemy Karinijabo est un homme politique Rwandais, membre de la Chambre des députés au Parlement du Rwanda de 2018 à 2023.